# Brill’s New Jacoby
Brill’s New Jacoby (BNJ)  ist der Titel einer online verfügbaren Sammlung von Textfragmenten aus ansonsten nicht überlieferten Werken antiker Autoren, die in griechischer Sprache Geschichtswerke verfasst haben. 
Die vom Verlag Brill in Leiden herausgegebene Textsammlung stellt eine Fortsetzung des Großunternehmens Die Fragmente der griechischen Historiker von Felix Jacoby dar, das nie abgeschlossen wurde. Im Gegensatz zur Fortsetzungsreihe Die Fragmente der griechischen Historiker. Continued, die ebenfalls bei Brill erscheint und Übersetzungen sowie knappe Kommentare bietet, ist Brill’s New Jacoby nur online zugänglich; eine Publikation als gedrucktes Buch und/oder als CD-ROM ist derzeit nicht vorgesehen. 
Aufgenommen werden die bereits von Jacoby bearbeiteten Verfasser antiker Geschichtswerke (mit dessen Zählung), für die Jacoby auch teils keinen Kommentar mehr verfasst hat (z. B. Megasthenes), sowie einige Autoren, die von Jacoby unberücksichtigt blieben. Die in Jacobys Abteilungen IV und V vorgesehenen Autoren, die dieser nicht mehr bearbeiten konnte, werden derzeit überwiegend nicht in Brill’s New Jacoby aufgenommen, sondern in Die Fragmente der griechischen Historiker. Continued, wenngleich es zu einigen Überschneidungen kommt. 
Neben dem griechischen Originaltext (teils in verbesserter Form; ebenso wurden relevante lateinische und armenische Texte aufgenommen) bietet Brill’s New Jacoby jeweils eine englische Übersetzung, einen teilweise sehr umfangreichen Kommentar sowie in der Regel eine Kurzbiographie, oft mit weiterführenden Literaturangaben.
Die jeweiligen Einträge werden von mehreren Forschern (z. Z. 161 aus 16 Ländern) erstellt und halbjährlich im Internet bei Brill kostenpflichtig veröffentlicht. Seit 2017 ist eine überarbeitete 2. Edition (BNJ2) im Erscheinen, deren Abschluss für 2026 geplant ist. Da in der 2. Auflage noch nicht alle Historiker berücksichtigt wurden, die in die 1. Auflage aufgenommen worden waren, müssen bei Recherchen nach bestimmten Autoren die Indices beider Auflagen durchsucht werden.

## Herausgeberschaft
Hauptherausgeber der Reihe ist Ian Worthington (University of Missouri-Columbia), daneben fungieren
- als Herausgeber:
  - Edwin M. Carawan
  - Ken Dowden
  - Johannes Engels
  - Andrew Erskine
  - Robert Fowler
  - Stephen Hodkinson
  - Nicholas F. Jones
  - Amélie Kuhrt
  - Peter Liddel
  - Joseph  Roisman
  - Matthew Roller
  - James Sickinger
- als beratende Herausgeber:
  - Albert Brian Bosworth
  - P. J. Rhodes.